# Морков, Ираклий Иванович
Граф (1796) Ира́клий Ива́нович Мо́рков (2 ноября 1753 — 26 марта 1828) — военный деятель Российской империи, генерал-лейтенант (1798), участник екатерининских и наполеоновских войн, в ходе войны 1812 года — начальник Московского народного ополчения; младший брат Аркадия и Николая Морковых.

## Военная служба
Из дворян Московской губернии. Воспитанник Шляхетского сухопутного корпуса в Санкт-Петербурге, получил по окончании его звание подпоручика. 22 сентября 1769 года был зачислен в лейб-гвардии Преображенский полк. Ушёл добровольцем на фронт Русско-турецкой войны 1771—1773 годов, получив 25 сентября 1773 года звание премьер-майора Софийского пехотного полка за боевые заслуги.
6 декабря 1788 года возглавлял передовой отряд третьей штурмовой колонны во время штурма Очакова. Он первым взобрался на ретраншемент, за что получил звание полковника по представлению лично Александра Васильевича Суворова, получив также золотую шпагу и орден Св. Георгия 4-го класса  14 апреля 1789 — № 283 
За отличную храбрость, оказанную при атаке крепости Очакова.
 В 1789 году участвовал в боях против османских войск при Фокшанах и Рымнике, за что получил звание секунд-майора Преображенского полка. В 1790 году возглавлял третью колонну во время штурма Измаила, в ходе штурма получил тяжёлое ранение. «Самый храбрый и непобедимый офицер», по словам Суворова, получил после этого звание бригадира, а 25 марта 1791 года — орден Св. Георгия 3-го класса № 83 
Во уважение на усердную службу и отличную храбрость, оказанную при взятии приступом города и крепости Измаила с истреблением бывшей там турецкой армии, командуя колонною.
 В 1792 году был отправлен к императрице Екатерине II с сообщением о подписании Ясского мира и был произведён за это в генерал-майоры. В том же году принимал участие в боях против польских войск, возглавлял один из отрядов корпуса генерала Каховского, 26 июня 1792 года получил орден Св. Георгия 2-го класса за отличие в битве при Городище
Во уважение усердной службы, храбрых и мужественных подвигов, отличивших его при поражении войск противной в Польше фракции 7 июня 792 года при деревне Городище, где он командовал авангардом и благоразумными распоряжениями, искусством, храбростию и безпредельным усердием одержал полную победу.

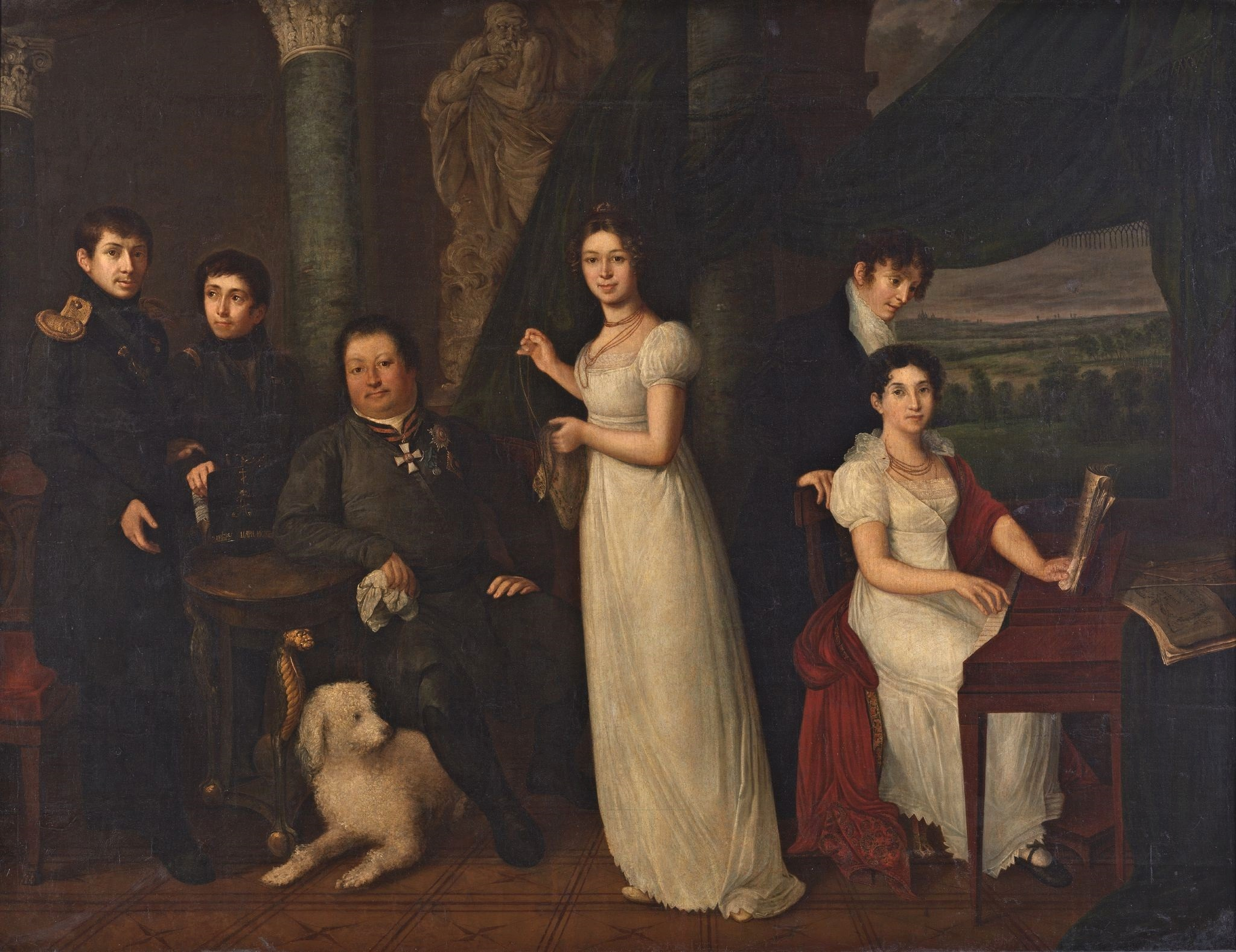
Семейство И. И. Моркова на портрете В. А. Тропинина (1813)

Был командиром кавалерии в битве при Дубенках, за что был награждён золотой саблей с алмазами; также ему было пожаловано поместье в Минской губернии. 2 июня 1796 года был вместе с братьями возведён в графское Священной Римской империи достоинство. 12 февраля 1798 года получил звание генерал-лейтенанта и должность инспектора Кавказской инспекции. В том же году (12 марта) был назначен шефом Кавказского гренадерского полка. 10 ноября 1798 года вышел в отставку.
2 августа 1812 года вновь оказался на военной службе — возглавил Московское народное ополчение (его выбрали представители московского дворянства). Вместе с сыновьями — Ираклием и Николаем — участвовал в Бородинском сражении на крайнем левом фланге (с объединенным под его началом корпусом Московского и Смоленского ополчения в зоне действия 3-го корпуса генерала Тучкова 1-го (Старая Смоленская дорога, деревня Утица), а также в сражениях при Малоярославце, Вязьме и Красном.
За военные заслуги получил орден Св. Александра Невского. В 1813 году вышел в отставку с военной службы по состоянию здоровья. Умер в 1828 году. Похоронен на Ваганьковском кладбище (2 уч.).

## Частная жизнь

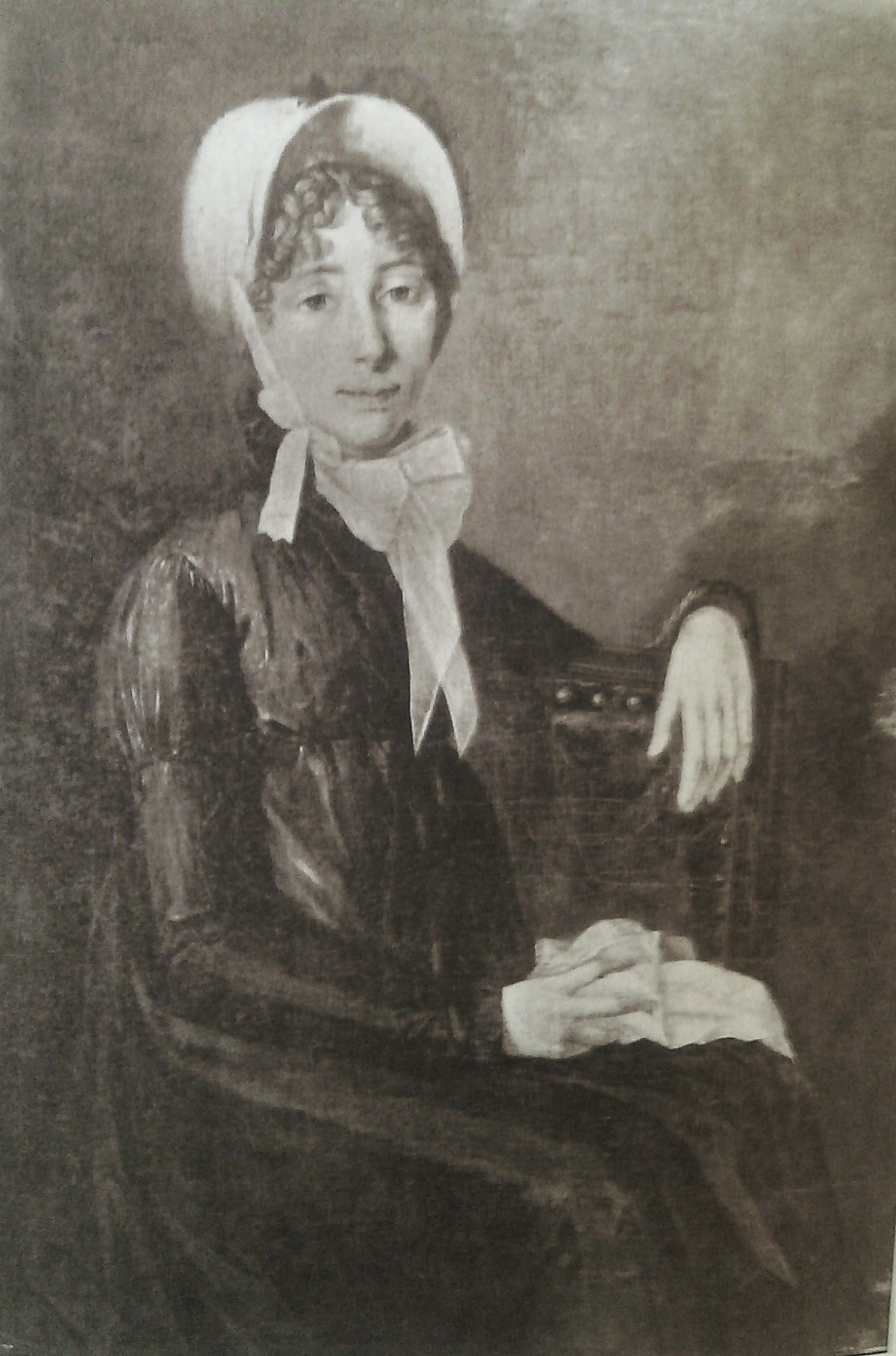
Наталья Антоновна Моркова

Жена (с 15 июня 1793 года) — графиня Наталья Антоновна Миних (13.02.1775— до 1813), внучка С. Х. Миниха и Н. Н. Чоглокова, двоюродная сестра влиятельной баронессы Криденер. Родилась в Петербурге, крещена 17 февраля 1775 года в церкви Рождества Пресвятой Богородицы при Невской перспективе при восприемстве дяди графа Х. С. Миниха и сестры Екатерины. В браке имела детей —  Николая, Ираклия, Аркадия, Льва (08.04.1798— ?; крестник графа В. А. Зубова), Варвару, Наталью и Веру.
Некоторые авторы рисуют Моркова избалованным самодуром: и действительно, своего крепостного Василия Тропинина он долго не отпускал на волю, эксплуатируя его художественный талант в личных целях.
В то же время Суворов запомнил Моркова «истым витязем без страха и упрёка», который отличался, по его мнению, даже несколько «излишним благоснисхождением». Сходным образом отзывается о Моркове и князь И. М. Долгорукий в своих записках.